# Montgomeryshire

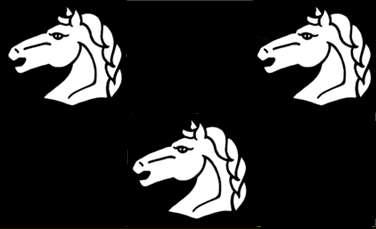
Vlag van Montgomeryshire

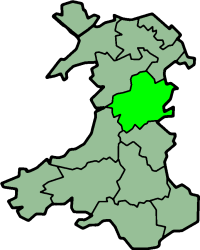
Gebied van het historische Montgomeryshire

Montgomeryshire (Welsh: Sir Drefaldwyn), ook gekend als het Maldwyn, is een van de dertien historische graafschappen van Wales. Het is genoemd naar de stad (county town) Montgomery. Het maakt nu deel uit van het bestuurlijke hoofdgebied Powys, waarvan het het noordelijke deel is.